# Pavol Jozef Šafárik Egyetem
A Pavol Jozef Šafárik Egyetem (szlovákul: Univerzita Pavla Jozefa Šafárika v Košiciach, latinul: Universitas Šafarikiana) nyilvános egyetem Szlovákiában, központja Kassán található. Az egyetemet 1959-ben alapították, ezzel a Szlovákia második legidősebb hagyományos egyeteme. Az egyetem Pavel Jozef Šafárik szlovák nyelvész és történész, a tudományos szlavisztika egyik alapítójának nevét viseli. A Pavol Jozef Šafárik Egyetem az 1657-ben alapított Kassai Akadémia utódjának tekinti magát.
Az egyetem a szlovákiai felsőoktatás egyik legfontosabb intézménye, és nemzetközileg elismert kutatóegyetem. Szlovákia legjobban értékelt egyetemi közé tartozik.
Az egyetem öt karból áll: orvostudományi, természettudományi, jogtudományi, közigazgatási, és bölcsészettudományi. 2019-ben 1528 alkalmazottja és 7067 diákja volt. 2021-ben a The Emerging Economies University Rankings listáján a legjobb helyet foglalta el a hat értékelt szlovák egyetem közül, világviszonylatban a 201-250 helyen végzett.

## Története

### Kassai Akadémia
A kassai egyetemek több, mint háromszáz éves múltra tekintenek vissza, egészen a Kassai Akadémiáig, amelyet 1657. február 26-án alapított Kisdy Benedek egri püspök. Az akadémia igazgatását a jezsuitákra bízta, a filozófiai és teológiai kar számára 60 000 forintos tőkét szabott ki. Az akadémia alapítását I. Lipót három évvel később, 1660. augusztus 7-én kelt oklevelében megerősítette. Az akadémiának egyenlő jogokat adott a kölni, bécsi, grazi és nagyszombati egyetemekkel.
Az akadémia később jogtudományi karral bővült. Az oktatás nyelve a latin volt, a diákok filozófiát, etikát, logikát, történelmet, retorikát, és idegen nyelveket hallgathattak. Az akadémián a természettudományok is helyet kaptak, mint például a fizika, matematika, földrajz és a botanika.
Az akadémia saját könyvtárral, templommal, nyomdával, gimnáziummal és szemináriummal rendelkezett, valamint több szepesi, abaúj, zempléni és gömöri falu is hozzá tartozott. Az egyetem nyomdája nemcsak latin nyelven, hanem magyar, szlovák és német szövegeket is nyomtatott.
A jezsuiták 1773-ban hagyták el Kassát.

### Kassai Királyi Jogakadémia
A Kassai Akadémia Mária Terézia 1777-es Ratio Educationisa nyomán állami igazgatású lett, megszüntették a teológiai kart, a bölcsészettudományi kar mellett jogtudományi kart alapítottak. Az akadémia elsődleges célja az volt, hogy felkészetse a diákokat az államigazgatásra. Az 1851–52-es tanévben megszűnt a bölcsészettudományi kar, az akadémia pedig a Kassai Királyi Jogakadémia nevet vette fel, amelyet 1921-es megszüntetéséig viselt.
Az akadémia nagy szerepet töltött be a kisebbségi nemzetiségek tagjainak képzésében, többek között itt tanult Balugyánszky Mihály szlovák jogász, később a szentpétervári egyetem első rektora.

### Pavol Jozef Šafárik Egyetem
A jelenlegi egyetemet 1959-ben alapították a Comenius Egyetem orvostudományi karának kihelyezett tagozatának és az eperjesi pedagógiai egyetem filológiai karának egyesítésével. Az egyetem első rektora MUDr. Jozef Pajtáš volt. Az egyetem 31 tanszékkel kezdte meg a működését, az első évben 952 hallgató tanult itt.
A Természettudományi Kart 1963-ban hozták létre, majd 1964-ben Eperjesen megnyílt a Pedagógiai Kar. Az egyetem 1973-ban a Jogtudományi Karral bővült. 1990-ben megalapították a Pravoszláv Hittudományi Kart és a Görögkatolikus Teológiai Kart.
1997. január 1-jével önállósult az Eperjesi Egyetem, a Šafárik egyetem három karral működött tovább: orvostudományi, természettudományi és jogtudományi. Ezekhez 1998-ban az Közigazgatási Kar, majd 2007-ben a Bölcsészettudományi Kar.
2016. december 9-én a Természettudományi Kar egyik épületének tetőszerkezete tűzvészben károsult. A felújítás után 2018. szeptember 17-én nyitották meg az épületet.

## Az egyetem ma
Az egyetem 97 képzést kínál alapszakon, 62 képzést mesterszakon, ötöt összevont alap- és mesterszakon és 18-at doktori szakon. Az egyetemnek a három képzési szinten 2019-ben összesen 7067 diákja volt, ebből 1639 külföldi. 2019-ben 1528 alkalmazottja és 7067 diákja volt. Az egyetemen közel 700 oktató dolgozik, akik jelentős kutatómunkát folytatnak: a szlovák intézmények által publikált tudományos művek 14%-át az egyetem munkatársai írják.
Az egyetem könyvtára 1973-ban jött létre az egyes karok könyvtárainak egyesítésével, mára több, mint 250 000 kötettel rendelkezik. A Kassai botanikus kertet 1950-ben nyitották meg, jelenleg 30 hektár területen terül el. Az egyetemen internetes rádió és több diákkör működik, valamint az egyetem alá tartozik a Hornád néptáncegyüttes.

## Híres hallgatók
- Radovan Brenkus – szlovák író, költő
- Štefan Danko - szlovák zoológus, ornitológus
- Miroslav Fulín – szlovák ornitológus, zoológus, természetvédő
- Štefan Harabin – szlovák jogász, a szlovák legfelsőbb bíróság korábbi elnöke, volt igazságügyi miniszter
- Ladislav Hučko – a cseh és szlovák görögkatolikus egyház püspöke és apostoli exarchája
- Pavol Hudák – szlovák költő, újságiró, publicista
- Kopócs Tibor – grafikus, illusztrátor, festő
- Kónya Péter – szlovákiai magyar történész, az Eperjesi Egyetem rektora
- Milan Lechan – szlovák költő és humorista
- Mázik Mihály – szlovákiai magyar bölcsész, tanár
- Puntigán József – informatikus, helytörténész
- Richard Raši – szlovák politikus, Kassa polgármestere 2010 és 2018 között, volt egészségügyi miniszter
- Jozef Žarnay – szlovák sci-fi író, forgatókönyvíró
- Maroš Žilinka – a Szlovák Köztársaság legfőbb ügyésze

## Híres oktatók
- František Andraščík – szlovák költő, író, irodalomkritikus
- Milan Čič – a Szlovák Alkotmánybíróság első elnöke, a Szlovák Federatív Köztársaság volt kormányfője
- Ľubomíra Kaminská – szlovák régész
- Kolbenheyer Tibor – szlovákiai magyar geofizikus
- Nagy Csilla – a történelem tanszék magyar lektora
- Štefan Šutaj – szlovák történész

## Fordítás
- Ez a szócikk részben vagy egészben  az   Univerzita Pavla Jozefa Šafárika v Košiciach című szlovák Wikipédia-szócikk ezen változatának fordításán alapul.  Az eredeti cikk szerkesztőit annak laptörténete sorolja fel. Ez a jelzés csupán a megfogalmazás eredetét és a szerzői jogokat jelzi, nem szolgál a cikkben szereplő információk forrásmegjelöléseként.